# Pengadangan
Pengadangan is een bestuurslaag in het regentschap Oost-Lombok van de provincie West-Nusa Tenggara, Indonesië. Pengadangan telt 14.394 inwoners (volkstelling 2010).